# Лаврентий (Мигович)
Архиепи́скоп Лавре́нтий (укр. Архієпископ Лаврентій, в миру Михаи́л Миха́йлович Миго́вич, укр. Михайло Михайлович Мигович; род. 14 декабря 1959, Керецки, Закарпатская область) — епископ Православной церкви Украины (с 2019).
Ранее — архиерей Украинской православной церкви Киевского патриархата, епископ Васильковский (с 2013), викарий Киевской епархии.

## Биография
В 1977 году окончил среднюю школу и с 1978 по 1980 год служил в Советской армии.
В 1980 году поступил в Московскую духовную семинарию, а по её окончании, в 1983 году поступил на заочный сектор Московской духовной академии.
В 1983 году был пострижен в монашество и на Вознесение Господне 1983 года епископом Мукачевским и Ужгородским Саввой (Бабинцом) был хиротонисан в сан иеродиакона в Вознесенском монастыре в селе Чумалёво в Закарпатье. В 1989 году митрополитом Киевским и Галицким Филаретом (Денисенко) был рукоположен в сан иеромонаха. Священническое служение проходил в Мукачево-Ужгородской епархии, где был настоятелем Вознесенского собора в городе Хусте.
В 1990 году епископом Саввой (Бабинцом) был назначен настоятелем Полтавского кафедрального собора и его личным секретарём, а после смерти архиепископа Саввы в 1992 году, получил отпускную грамоту и был принят в клир Киевской епархии митрополитом Владимиром (Сабоданом), где нёс послушание референта и председателя Издательского отдела Украинской православной церкви. В 1992 году заочно окончил МДА, написав кандидатскую диссертацию по истории русской церкви: «Описание фонда диссертаций Киевской духовной академии по материалам рукописей, хранящихся в Центральной научной библиотеке им. Вернадского в Киеве».
В 1993 году возведён в достоинство архимандрита.
С 1996 года служил в Латвийской православной церкви, неся послушание секретаря Синода, проректора Рижской духовной семинарии, настоятеля Рижского Троице-Задвинском храма и благочинного Лиепайского и Вентспилсского округов. 7 марта 2000 году получил указ, в связи с окончанием срока пребывания на территории Латвийской Республики, о почислении за штат с правом перехода в любую епархию православной церкви.
С мая 2000 года по декабрь 2002 года служил в Белорусской православной церкви, в городе Мозырь Гомельской области. С января 2003 года был консультантом строительства храма святых мучениц Веры, Надежды, Любови и матери их Софии в городе Полтава, находясь за штатом.
В марте 2004 года согласно поданному прошению на имя Предстоятеля УАПЦ Мефодия (Кудрякова) был назначен на должность Управляющего делами Патриархии УАПЦ. 13 декабря 2004 года в Свято-Андреевском соборе г. Киева, был хиротонисан в сан епископа на Полтавскую кафедру.
В начале 2005 года подал прошение патриарху Киевскому и всея Руси-Украины Филарету (Денисенко) с просьбой о принятии в Киевский патриархат. 21 июня 2005 года назначен епископом Вышгородским, временно управляющим Харьковской епархией.
25 августа 2005 года назначен епископом Харьковским и Богодуховским, управляющим Харьковской епархией УПЦ КП.
27 июля 2013 года назначен епископом Васильковским, викарием Киевской епархии УПЦ КП.
15 декабря 2018 года вместе со всеми другими архиереями УПЦ КП принял участие в «объединительном соборе» в храме Святой Софии в Киеве.